# Руски хрт — Барзој
Руски хрт или барзој (рус. Русская псовая борзая) је раса пса из породице хртова. Потиче из Русије, а не зна се када је тачно настао. Претпоставља се да је настао у 12-13. веку укрштањем слугија са аутохтоним псом дуге длаке.
Значајна карактеристика ове врсте пса су његове ловачке способности. Издржљив, миран, снажан и добар борац.
Животни век барзоја је 10-12 година.

## Историја барзоја
Руски хрт је вековима саставни део руске културе и историје. У француским хроникама из 11. века постоје записи да су три барзоја 
била присутна у пратњи Ане Јарославне, кћерке великог војводе од Кијева, када је она стигла у Француску да постане жена Хенрија Првог. Међу познатим власницима и одгајивачима су биле и друге познате личности, укључујући и цареве и песнике: Иван Грозни, Петар Велики, Николај II, Пушкин, Тургењев. Од велике важности је оснивање познате одгајивачнице „Першинскаја окота“ великог војводе Николаја Николајевича и Димитри Валтсева.
Барзоји су били скупа врста пса, те су само племићи могли приуштити да имају ову врсту пса. Када су током Октобарске револуције, комунисти почели да убијају племиће, убијали су и барзоје, те је остао веома мали број барзоја у Русији. Будући да барзој у западну Европу доспева око 1850. године када су европске краљевске породице куповале барзоје из Русије, и размножавали их, Руси су након опоравка, почели да иду на изложбе паса и да купују барзоје шампионског порекла. Неколико година касније, Русија је повратила богатство које је изгубила и постала једна од ретких земаља са квалитетним барзојима.

## Телесне карактеристике
Барзој је пас аристократске појаве, висок и витак, али истовремено робусне конституције. Мужјак је просечне тежине између 34-48 kg и висине 61-69 cm, док женке теже између 27-41 kg, висине 68-78 cm. Глава им је узана, уши се налазе назад на врату, с тим што се у стању приправности могу делимично исправити. Нос је црн, очи дугуљасте и тамне. Прса су уска и равна, а стомак увучен. Реп стоји у облику српа и пун је длака. Ноге барзоја су праве, мишићаве, а бутине широке.
Барзој се убраја у псе који јако мало лаје, не смрде и мирни су у кући. Највише се лиња лети када су велике врућине. Длака је дуга, свиленкаста и таласаста. На глави, ушима и предњој страни ногу, длака је нешто краћа, а гушћа и дужа око врата, на задњем делу ногу и посебно на репу. Барзој има белу длаку, али се јављају затамњене шаре риђе, прошаране или црне боје.

## Дресура
Чим угледа дивљач постаје узнемирен, и жели да је закоље. У свом свакодневном животу, Барзој има тих и стабилан карактер. Његов оштри поглед омогућава му да види на великим дистанцама а његова реакција је импулсивна.

## Здравље и нега
Барзој, иако је миран пас, захтева много активности и игре. Није пожељно да живи у стану или да буде остављен сам дуже време, будући да захтева доста простора. Његова длака захтева четкање два до три пута недељно.